# GUNNM: Last Order
Gunnm: Last Order (銃夢Last Order Ganmu Rasuto Ōdā?), también llamado Battle Angel Alita: Last Order en la traducción inglesa, es una serie de manga de ciencia ficción creada por Yukito Kishiro y publicada 2000 y 2014.  Es la segunda serie de la franquicia GUNNM y secuela directa del manga original. Last Order sigue la historia de Gally (o Alita en la versión estadounidense y otras traducciones), la cual sigue en busca de respuestas acerca de su pasado. La historia es continuada en las series GUNNM: Mars Chronicle y GUNNM: Panzer Kunst Chronicle

## Historia
Last Order comienza con Gally resucitando, gracias a la nanotecnología de Desty Nova, en la ciudad flotante de Salem. Los oscuros secretos de la ciudad quedan brutalmente expuestos, pero resulta ser una pequeña parte de un mundo más complejo. Al ir al espacio con sus nuevos y viejos compañeros en busca de su desaparecida amiga Ruw Collins y descubrir más sobre su pasado olvidado, Gally se ve atrapada en una lucha interplanetaria entre las principales potencias del sistema solar colonizado. Por el camino, forma una alianza con sus tres réplicas supervivientes (Xechs, Elf y Zwölf), las cuales han comenzado a pensar por sí mismas, un superhacker algo desagradable y el propio profesor Nova. Ella y su nuevo equipo ingresan al ZOTT (del ingés Zenith of Things Tournament), una competición de lucha que se celebra cada diez años. Además, también se nos muestra que fue de otros personajes del GUNNM orignial, tales como Daisuke Ido, Kojomi o Fogya Fore Durante el transcurso de la serie, se revelan eventos previos a la historia de GUNNM que no se mostraron en la serie anterior, como  el hecho de que la Tierra emergió de un invierno de impacto cataclísmico que acabó con la mayor parte de su población.

## Localizaciones y términos
La Tierra es un páramo después de una catastrófica erupción solar y el impacto de un asteroide, que creó un largo invierno de impacto y casi extinguió a los humanos. Algunos lograron sobrevivir y, con la ayuda de una misteriosa computadora cuántica, reconstruyeron la civilización a como se puede ver en Last Order . La colonización del sistema solar y la compleja política entre las colonias independientes han dejado la superficie de la Tierra aislada y subdesarrollada. La Ciudad de los Desperdicios y Salem se encuentran en lo que alguna vez fue Estados Unidos (específicamente el área que hoy abarca Kansas City). Ahora Salem no es más que un mero laboratorio para su gloriosa ciudad hermana ubicada en el espacio: Jeru.
Salem es una ciudad utópica futurista que está suspendida a varios miles de pies sobre la Ciudad de los Desperdicios. Originalmente, Salem fue diseñada para ser un prototipo de sociedad destinada a probar candidatos para los rigores de los viajes espaciales. Sin embargo, después de la catástrofe de Cam Ranh, Salem perdió comunicación tanto con la superficie como con su ciudad hermana Jeru. Ahora, Salem es principalmente una fuente de cerebros humanos vivos integrados en Melchizedek, la red de computación cuántica de Jeru.
Jeru es la ciudad hermana de Salem en el espacio, conectadas entre sí a través de un ascensor orbital equilibrado inercialmente. También está conectado a un anillo orbital, que está equilibrado por un ascensor orbital similar y una ciudad espacial en el lado opuesto. Jeru es una especie de sociedad humana utópica. Sin embargo, la paz que se difruta en Jeru es fruto de una red de chips informáticos implantados en el cerebro de los habitantes, los cuales controlan su mente y un sistema ubicuo conocido como «Unánime». Para obtener la ciudadanía en Jeru, las personas deben tener estos implantes.
Leviathan I, en su tiempo una de las cinco naves coloniales interestelares, ahora es la única que queda después de la catástrofe de Cam Ranh causada por Yoko (Gally antes de ser adoptada por Ido). Ahora está atracado en el segundo punto de Lagrange de la Tierra, sirviendo como colonia espacial. El centro con gravedad artificial alberga una ciudad entera y vastas áreas de juegos de guerra, donde las personas que han conseguido la vida eterna (gracias al proceso de matusalenización) pagan para luchar por diversión.
Marte, fue el primer planeta colonizado por la Tierra y se encuentra actualmente bajo una guerra civil a cuatro bandas en la que casi todos los bandos están respaldados en secreto por una de las principales potencias del Sistema Solar (como Venus o Júpiter).
Venus está siendo terraformado con la ayuda de un espejo gigantesco en órbita, el cual bloquea la mayor parte del sol y enfría la superficie en ebullición. Varias ciudades orbitales forman la République Vénus (República de Venus) y brindan hogar a una raza de personas transhumanas con físicos grotescos y gusto por el libertinaje vil como el cuasi-canibalismo. .
Júpiter se encuentra casi completamente cubierto por una esfera Dyson incompleta. En esta esfera habitan los jovianos, una raza de seres que han renunciado a sus cuerpos humanos a cambio de cuerpos cyborg en forma de caja. Los materiales necesarios para completar la esfera provienen de las lunas de Saturno y del cinturón de asteroides, las mismas lunas y asteroides de donde Venus obtiene materiales para sus propios proyectos de terraformación (esto último genera tensiones entre Júpiter y Venus).
Mutante Tipo-V es un término utilizado para referirse a humanos infectados con un retrovirus llamado virus V. El virus provoca mutaciones en el ADN que provocan que los portadores presenten características vampíricas, tales como caninos pronunciados, sed de sangre y la posibilidad de convertir a otros humanos en mutantes al morderlos (aunque esto último tiene escasas posibilidades de ocurrir, pues las víctimas suelen morir durante el proceso). Los orígenes del virus V no están claros, pero los mutantes tipo V han existido a lo largo de la historia de la humanidad. Sólo a finales del siglo XX los avances en biología revelaron que los vampiros alguna vez fueron humanos que habían sido infectados con el ya mencionado virus.
Z.O.T.T (Zenith Of Things Tournament) es un evento de lucha celebrado cada diez años en el cual equipos de máximo cinco luchadores compiten por el derecho a declararse nación independiente. El torneo que se celebra en este caso es el número 10 y todos los anteriores han sido ganados por una de las grandes potencias: Jupiter se alzó con la victoria en los cinco primeros y Venus en los otros 4. Aunque todo comenzó como un experimento con el fin de ver como los robots actuarían frente a soldados altamente entrenados, acabó ganado popularidad y siendo retransmitido en todo el Sistema Solar por Combat TV. Los participantes deben tener una altura de entre 5 cm y 50 m y, aunque los equipos pueden llevar munición, el peso total de esta no puede exceder el 5% del peso total del equipo.

## Producción

### Premisa
Last Order continúa desde el volumen 9 de GUNNM, pero difiere de la historia original, ya que tiene lugar después de que la protagonista aparentemente muera por un muñeco bomba, pero ignora los eventos posteriores a este, tales como Gally viendo a Yoko caer a la Tierra, Salem convirtiéndose en una flor espacial, Nova perdiendo la cordura y Fogya encontrándose con una Gally renacida como humana. 

### Motivaciones
Kishiro ha declarado que se vio obligado a terminar abruptamente GUNNM con un final con el que no estaba satisfecho. Después de trabajar en otros proyectos y en el manga Aqua Knight, decidió retomar la historia de Gally en el año 2000. Originalmente, planeó que la historia siguiera la del juego de PlayStation Gunnm: Martian Memory, pero finalmente terminó usandola parcialmente, además de algunas partes del final original, cambiando y expandiendo gran parte de los hechos.

### Publicación
Last Order estuvo entró en pausa después del capítulo 100 debido a un desacuerdo entre Kishiro y un editor de la revista Ultra Jump de Shueisha. El editor quería que Kishiro se abstuviera de utilizar la palabra "psicópata" en el diálogo de su manga.  Más tarde, Kishiro se ofreció a reanudar el manga sólo si el departamento legal de Ultra Jump se disculpaba con él por revisar las tres secciones de diálogo en la nueva reimpresión de GUNNM, y Shueisha retiraba la nueva edición reimpresa y revertiría los cambios realizados a esta. Kishiro amenazó con pasar a publicar su manga en la revista Evening de Kodansha si no se cumplían sus condiciones.  Los requisitos de Kishiro aparentemente fueron rechazados por Shueisha, puesto que,  poco después Kodansha anunció que Last Order se uniría a la revista Evening, comenzando con su capítulo 101 en el octavo número de 2011, publicado el 22 de marzo de 2011.   El manga terminó el 28 de enero de 2014. 